# بوجي ووجي
بوجي ووجي هو نوع من الموسيقى التي أصبحت شعبية خلال أواخر 1920s، ولكن وضعت في المجتمعات الأميركية الأفريقية في 1870s. تم تمديده في نهاية المطاف من البيانو، إلى ثنائي البيانو والثلاثي، والإيتار، عصابة كبيرة والبلد والموسيقى الغربية، والإنجيل. بينما البلوز يعبر عادة مجموعة متنوعة من المشاعر، ويرتبط أساسا بوجي ووجي مع الرقص.
أولى الكمات المسجلة للوجي وبوجي «بينيتوب في بوجي و وجي/كلارنس سميث»، كانت تتكون بالكامل من الإرشادات لراقصات:
```
Now, when I tell you to hold yourself, don't you move a peg.
And when I tell you to get it, I want you to Boogie Woogie! 
```

بوجي ووجي ليس حصرا على غرار البيانو المنفرد. فإنه يمكن أن تصاحب المطربين وتكون واردة في الفرق الموسيقية والمجموعات الصغيرة. ويطلق عليه أحيانا «ثمانية إلى شريط»، وعادة ما تستند وتر تقدمات على الأول - الرابع - الخامس - الأول
بالنسبة للجزء الأكبرمن الإيقاعات بوجي ووجي هي البلوز (اثني عشر/ بوجي ووجي)على الرغم من أن أسلوب تم تطبيقها على الأغاني الشعبية مثل (سواني نهر/ Swanee River [الإنجليزية])والتراتيل مثل "Just a Closer Walk with Thee [الإنجليزية]".

نموذجي خط باس بوجى و وجي في اثني عشر البلوز